# Earl Ray Tomblin
Earl Ray Tomblin (Logan County (West Virginia), 15 maart 1952) is een Amerikaans politicus van de Democratische Partij. Tussen november 2010 en januari 2017 was hij gouverneur van de Amerikaanse staat West Virginia.

## Levensloop
Tomblin behaalde een Bachelor of Science aan de Universiteit van West Virginia en verkreeg tevens een Master of Business Administration aan de Marshall University.
In 1974 werd Tomblin verkozen in het lagerhuis van West Virginia en diende daar zes jaar namens de Democratische Partij. In 1980 stapte hij over naar de Senaat van de staat, waarin hij gedurende drie decennia elke vier jaar werd herkozen. Vanaf januari 1995 was Tomblin bovendien president van de Senaat, een functie die hij zeventien jaar lang behield. Als senator vertegenwoordigde Tomblin het zevende district van West Virginia, bestaande uit de county's Boone, Lincoln, Logan en Wayne.

#### Gouverneurschap
In november 2010 trad Joe Manchin, gouverneur van West Virginia, halverwege zijn termijn terug om in de Senaat van de Verenigde Staten de zetel in te nemen van de overleden Robert Byrd. Als president van de Senaat was Tomblin de eerste in lijn om Manchin op te volgen. Hij trad op 15 november 2010 aan als waarnemend gouverneur. Tot de tussentijdse verkiezingen bleef Tomblin zijn functie in de Senaat officieel behouden, al zag hij daar verder af van zijn bijhorende bevoegdheden en salaris.
De tussentijdse verkiezing om te bepalen wie de termijn van Manchin mocht voltooien vond plaats in oktober 2011. Tomblin slaagde erin deze te winnen met 2% voorsprong op zijn Republikeinse tegenstander Bill Maloney. Voorafgaand aan zijn inauguratie, op 13 november 2011, trad hij terug uit de Senaat. Een jaar later, in november 2012, vonden gelijktijdig met de Amerikaanse presidentsverkiezingen de algemene gouverneursverkiezingen plaats, waarbij Tomblin het opnieuw opnam tegen Maloney. Tomblin kreeg dit maal meer dan de helft van de stemmen en werd gekozen voor een volledige termijn van vier jaar.
Tomblin staat bekend als pro-life, maar sprak in 2014 en 2015 zijn veto uit over een verbod op abortus na twintig weken. Dit veto werd echter verworpen door het congres van West Virginia.
Bij de gouverneursverkiezingen van 2016 kon Tomblin zich na twee termijnen niet nogmaals verkiesbaar stellen. Hij werd op 16 januari 2017 opgevolgd door zijn partijgenoot Jim Justice.